# Bodemvruchtbaarheid

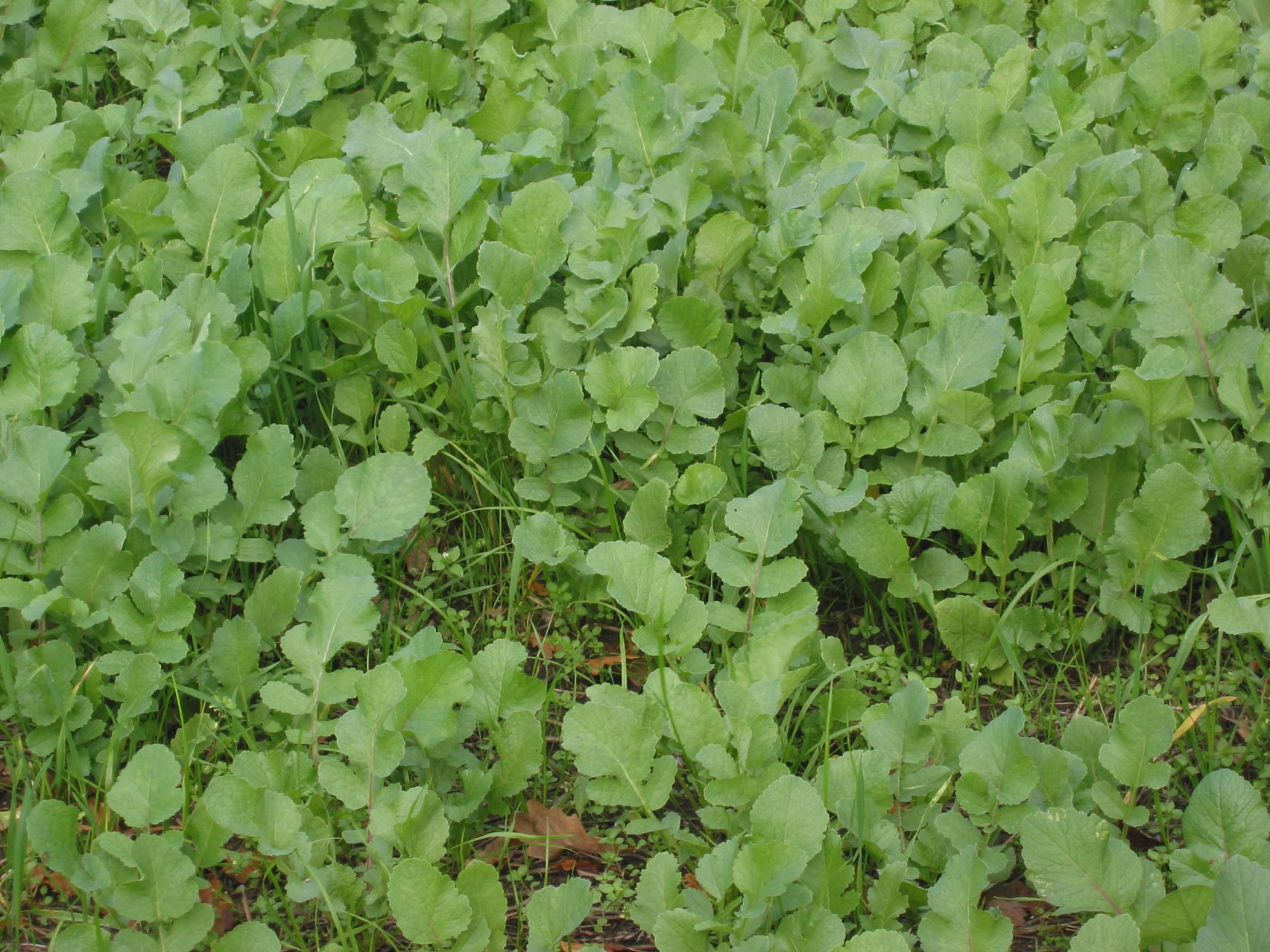
Bladrammenas als groenbemesting

Bodemvruchtbaarheid is het vermogen van de bodem om een plant van water en voedingsstoffen te voorzien. De bodemvruchtbaarheid wordt bepaald door chemische, fysische en biologische eigenschappen.

## Chemisch
De chemische bodemvruchtbaarheid wordt bepaald door het gehalte aan minerale voedingsstoffen van de bodem. De minerale bodemvruchtbaarheid kan, met behulp van kunstmest, op het voor een bepaald gewas gewenste niveau gebracht worden. Vlinderbloemige gewassen kunnen nitraat aan de bodem toevoegen. Natuurlijke mest, zoals stalmest, kan ook de benodigde mineralen leveren, maar het beschikbaar komen van deze mineralen voor de plant is veel minder voorspelbaar dan bij kunstmest.
De zuurgraad (pH) van de bodem is belangrijk, omdat voor elke plantensoort een optimum van de zuurgraad geldt. De zuurgraad wordt beïnvloed door het kalkgehalte van de grond. Kalkarme zandgronden zijn in het algemeen zuurder (pH van 4,5 tot 5,6) dan kleigronden (pH hoger dan 6,7). Door bekalking kan de pH van de bodem verhoogd worden, en omgekeerd wordt door toevoeging van bijvoorbeeld zwavelzure ammoniak de pH juist verlaagd. Bij bodemonderzoek in het Nederlandse taalgebied, wordt de zuurgraad gewoonlijk gemeten op een bodemextract met een één-molaire oplossing van kaliumchloride (KCl), de zogenaamde pH-KCl, omdat dat een beter beeld van de bekalkingsbehoefte geeft dan een pH-meting met zuiver water.
Een belangrijke factor is de kationenomwisselingscapaciteit, de CEC (Cation Exchange Capacity). Dit is de capaciteit van de bodem om positief geladen ionen uit te wisselen met de bodemoplossing. Kleimineralen en organische stof hebben een negatief geladen oppervlak, dat positief geladen ionen (als Ca2+, Mg2+, K+, Na+, H+ en Al3+) aantrekt. Een bodem met een hoge CEC kan meer kationen aantrekken, en heeft zo een potentieel hogere vruchtbaarheid dan een bodem met een lage CEC. In zandgronden wordt de CEC vrijwel volledig bepaald door de hoeveelheid aanwezige organische stof. Met de basenverzadiging, BS (Base Saturation), van een grond wordt het percentage kationen (Ca2+, Mg2+, K+, Na+) van de kationenomwisselingscapaciteit aangegeven.

## Fysisch
De plantenwortels moeten in de bodem kunnen dringen. Een verdichte bodem maakt dit moeilijk of zelfs onmogelijk. Verder moet de bodem voldoende vocht kunnen vasthouden, niet te veel en niet te weinig. Het gehalte aan organische stof, ook wel humus genoemd, beïnvloedt in belangrijke mate deze eigenschappen. Ook de grondwaterstand speelt hierbij een rol. Voor een goede vochthuishouding worden de gronden vaak gedraineerd.
In de bodem moet voldoende zuurstof zitten voor wortelgroei en voor de opname van water en mineralen door de wortels, terwijl de door de plantenwortels tijdens de celademhaling geproduceerde kooldioxide afgevoerd moet kunnen worden. Er moet dus een goede luchthuishouding zijn.
De gronddeeltjes moeten voor een goede plantengroei bepaalde afmetingen hebben. Daarom moet kleigrond voor de winter geploegd of gespit worden, zodat de grond goed doorgevroren kan worden en grote kluiten kapotvriezen. De korrelgrootte en -samenstelling is bij zandgrond belangrijk. Bij te grote korrels houdt de zandgrond geen water vast, en bij te kleine korrels is de zandgrond te vast en is er te weinig zuurstof in de bodem aanwezig.

## Biologisch
Een gezond bodemleven is belangrijk voor de mineralisatie en brengt, via bioturbatie, lucht in de bodem. Regenwormen leveren hierin een belangrijke bijdrage. Naast grotere, dierlijke organismen komen zeer veel micro-organismen in de grond voor, zoals bacteriën, straalzwammen, schimmels, gisten, wieren en protozoën, die de organische stof in de grond als voedsel gebruiken. Bij deze verteringsprocessen komen mineralen in de bodem voor de plant beschikbaar.
Ook is een goede vruchtwisseling (gewasrotatie) belangrijk, om uitputting van de bodem te voorkomen. Anders kunnen plantenziekten en insectenplagen optreden, door verminderde weerstand van de planten. Verschillende gewassen onttrekken verschillende voedingsstoffen aan de bodem. Bij de vruchtwisseling moet hiermee rekening worden gehouden.